# Pont no 2 (Scherwiller)
Pour les articles homonymes, voir Pont no 2.
Le pont no 2 est un monument historique situé à Scherwiller, dans le département français du Bas-Rhin.

## Localisation
Cette construction est située à Scherwiller.

## Historique
L'édifice fait l'objet d'une inscription au titre des monuments historiques depuis 1993.